# The Alpha Band
The Alpha Band war eine Rockband, die im Juli 1976 von T-Bone Burnett, David Mansfield und Steven Soles gegründet wurde, die zuvor gemeinsam als Backinggroup in Bob Dylans Rolling Thunder Revue gespielt hatten.

## Geschichte
The Alpha Band unterschrieb einen gut dotierten Vertrag bei Arista, jedoch erhielt keines ihrer drei veröffentlichten Alben größere Beachtung. Selbst Kritiker übersahen The Alpha Band. 1979 brach die Band auseinander. T-Bone Burnett machte sich sowohl als Produzent als auch als Studiomusiker einen Namen. David Mansfield bewarb sich auf eine Anzeige für Michael Ciminos Film Das Tor zum Himmel (Heaven’s Gate) für eine Nebenrolle, erhielt dann den Auftrag für die Filmmusik und begann eine Karriere als Filmkomponist. Steven Soles, der ebenfalls in Heaven’s Gate in einer Nebenrolle zu sehen ist, erreichte lediglich im Umfeld christlicher Rockmusik einige Bekanntheit.

## Diskografie
- 1976: The Alpha Band
- 1977: Spark in the Dark
- 1978: The Statue Makers of Hollywood